# Lendvai Galéria és Múzeum
A Lendvai Galéria és Múzeum (Galerija-Muzej Lendava/Galéria-Múzeum Lendva) 1973 óta működik a szlovéniai lendvai várban. A múzeum kétnyelvű kiállításai főleg a város és környékének történeti emlékeit dolgozzák fel, de az intézmény helyet biztosít színvonalas időszaki művészeti kiállítások számára is. 

## Állandó kiállítások
- Vár a vártán

Ez az állandó történelmi kiállítás az egykori Magyar Királysághoz tartozó lendvai vár történetét mutatja be. Az erősség a török elleni déli védelmi vonalhoz tartozott. A kiállításon többnyire másolatokban bemutatott szúró- és lőfegyverek, zászlók, katonai felszerelések láthatók.
- A hetési népi textilkultúra

Ez a kiállítás a Lendva környéki és a szomszédos magyarországi hetési textilkultúra kis archaikus szigetének népművészetét mutatja be hét témakörben.
- Kőtár

A várépület hosszú folyosóján kisebb lapidáriumban kaptak helyet az egykori várfal maradványai, valamint három barokk szobor Lendva-vidékről. A legérdekesebbek az 1675-ös évszámmal jelölt várfal-töredék, valamint Keresztelő Szent Jánost és a Szent Annát Máriával ábrázoló barokk szobrok, amelyek Lendvahegyről származnak.
- Zala György-emlékszoba

A lendvai születésű neves szobrásznak, Zala Györgynek, a budapesti Millenniumi emlékmű alkotójának állít emléket ez a terem, alkotásainak modelljeivel, kisebb szobraival.
- Gálics István emlékszobája és lepkegyűjteménye

Ez az állandó kiállítás Gálics István (Štefan Galič, 1944-1997) lendvai szlovén-magyar grafikus, fametsző művészi tevékenységét, valamint a számára ihletül szolgáló különleges, hatalmas lepkegyűjteményét mutatja be.
- Térképkiállítás

A vár folyosóján kiállították a főleg Lendva környékét bemutató régi térképek gyűjteményét is.
- Bronzszobor-gyűjtemény

A múzeumnak létrehozásától fogva alaptevékenységei közé tartozott a képzőművészet támogatása. 1973-tól a lendvai várban minden évben megrendezik a Lendvai Nemzetközi Művésztelepet. 2005-ben mobil öntödét is beszereztek, amivel rekonstruálni lehet az antik bronzöntési technikákat. A művésztelep munkájának eredményei a vár padlásterében kialakított galériában láthatók.
- Két állandó kiállítás Lendva polgárosodása, nyomdászata és ernyőgyártása valamint A lendvai gyógyszerészet 180 éve (1835-2015) címmel a vármúzeum fiókintézményeként a lendvai belvárosban, a Fő utca 52. szám alatti műemlék épületben kapott helyet.

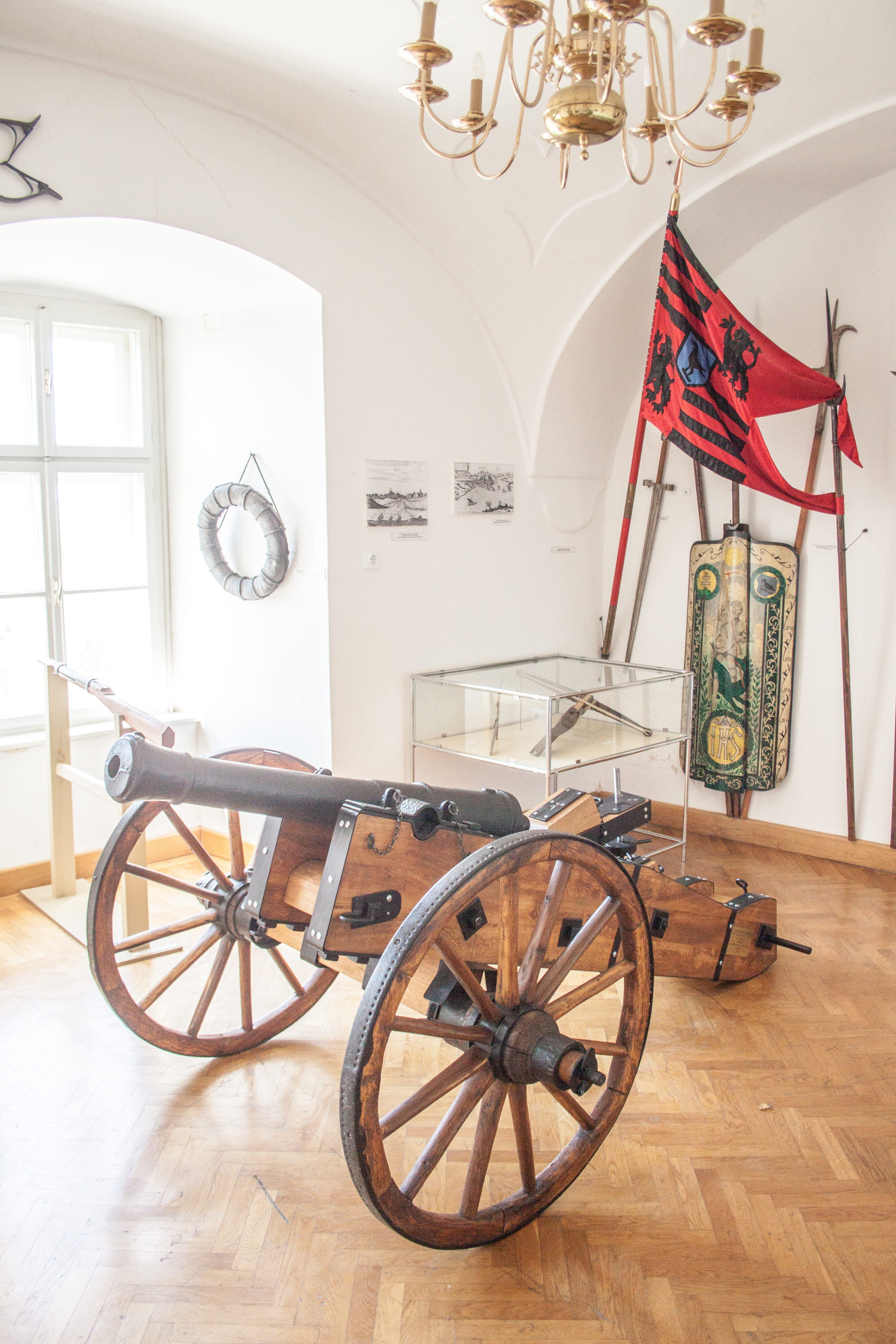
Az állandó történelmi kiállítás egyik részlete
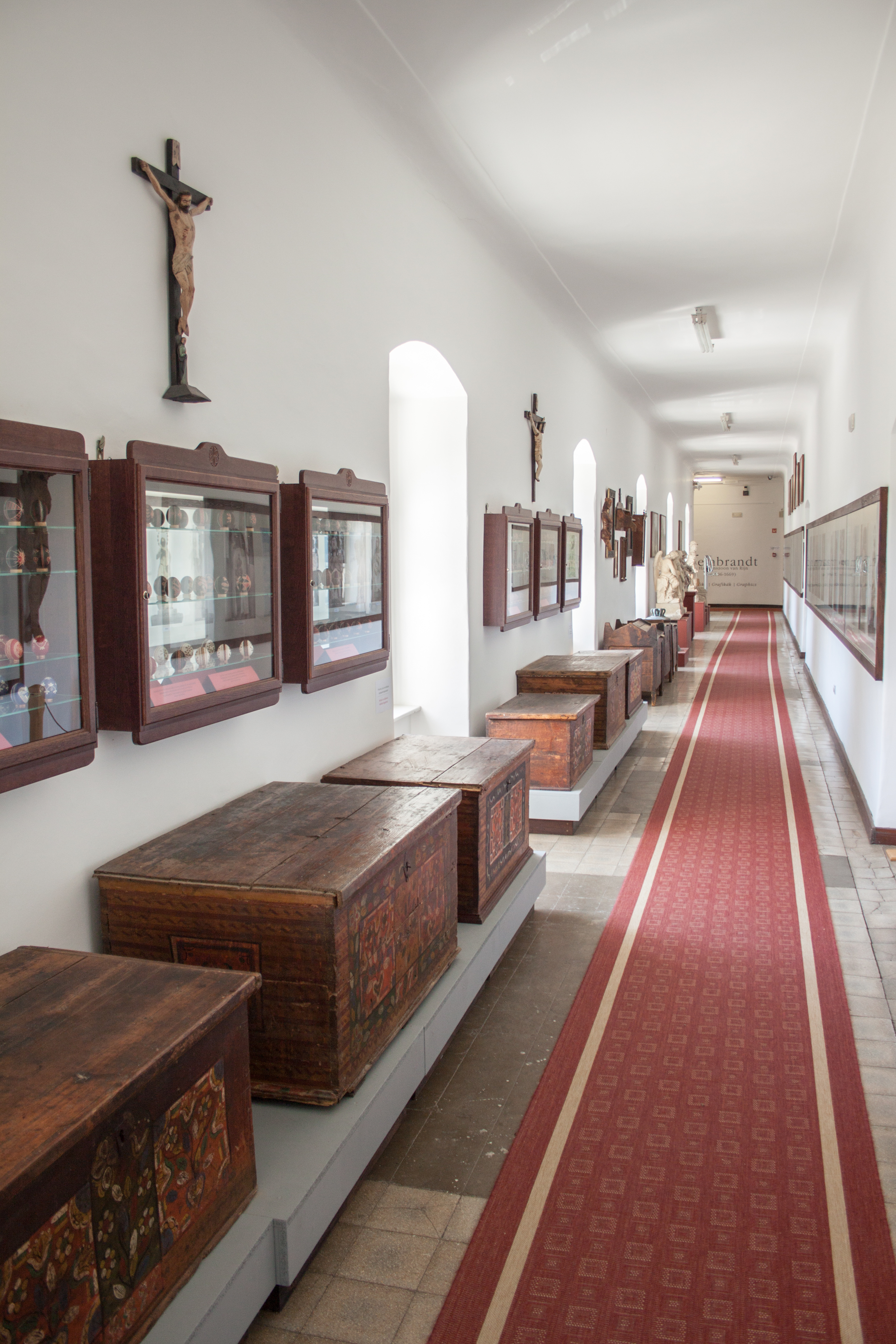
A múzeum egyik folyosója
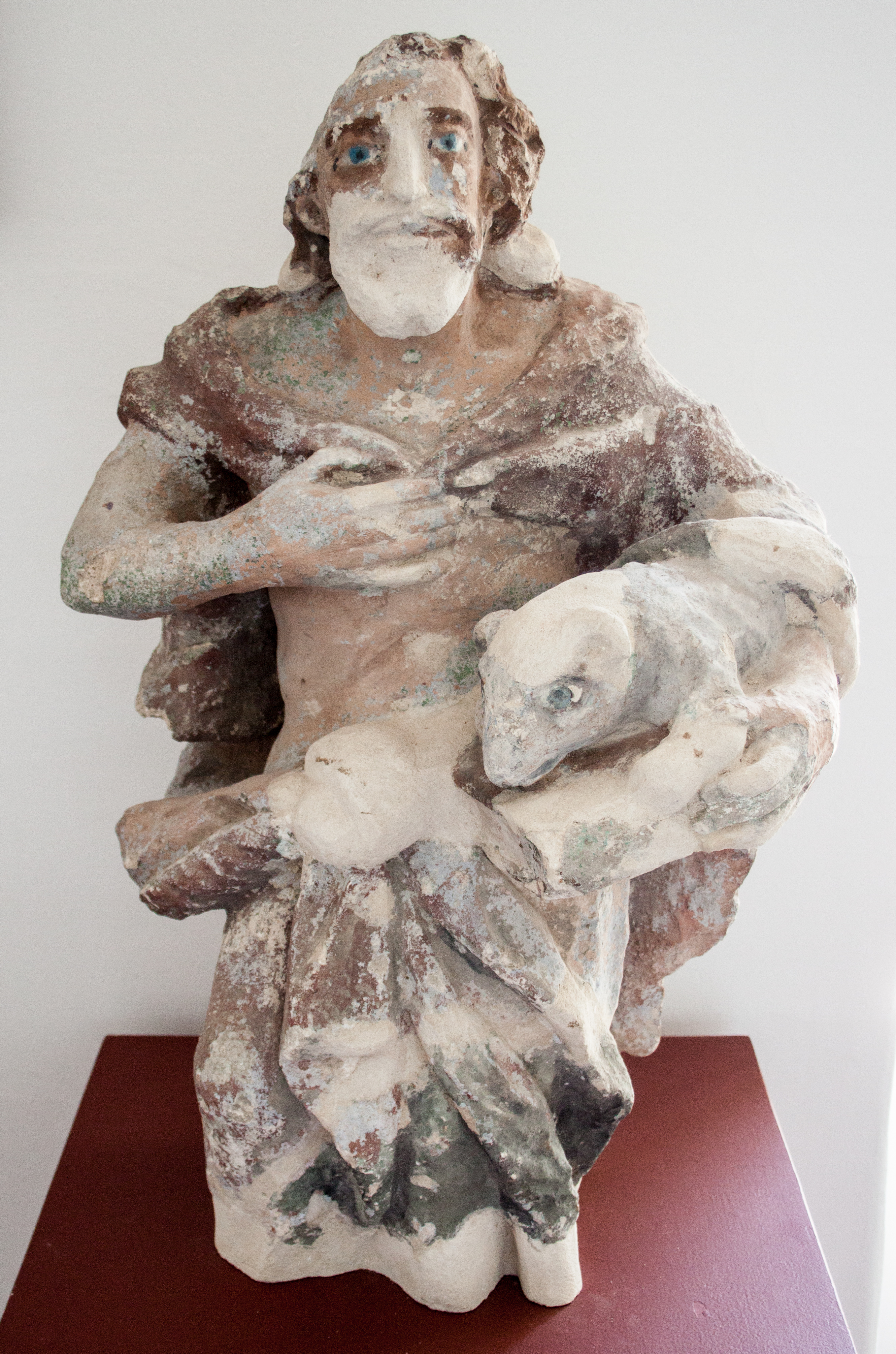
Keresztelő Szent János szobra Lendva-hegyről
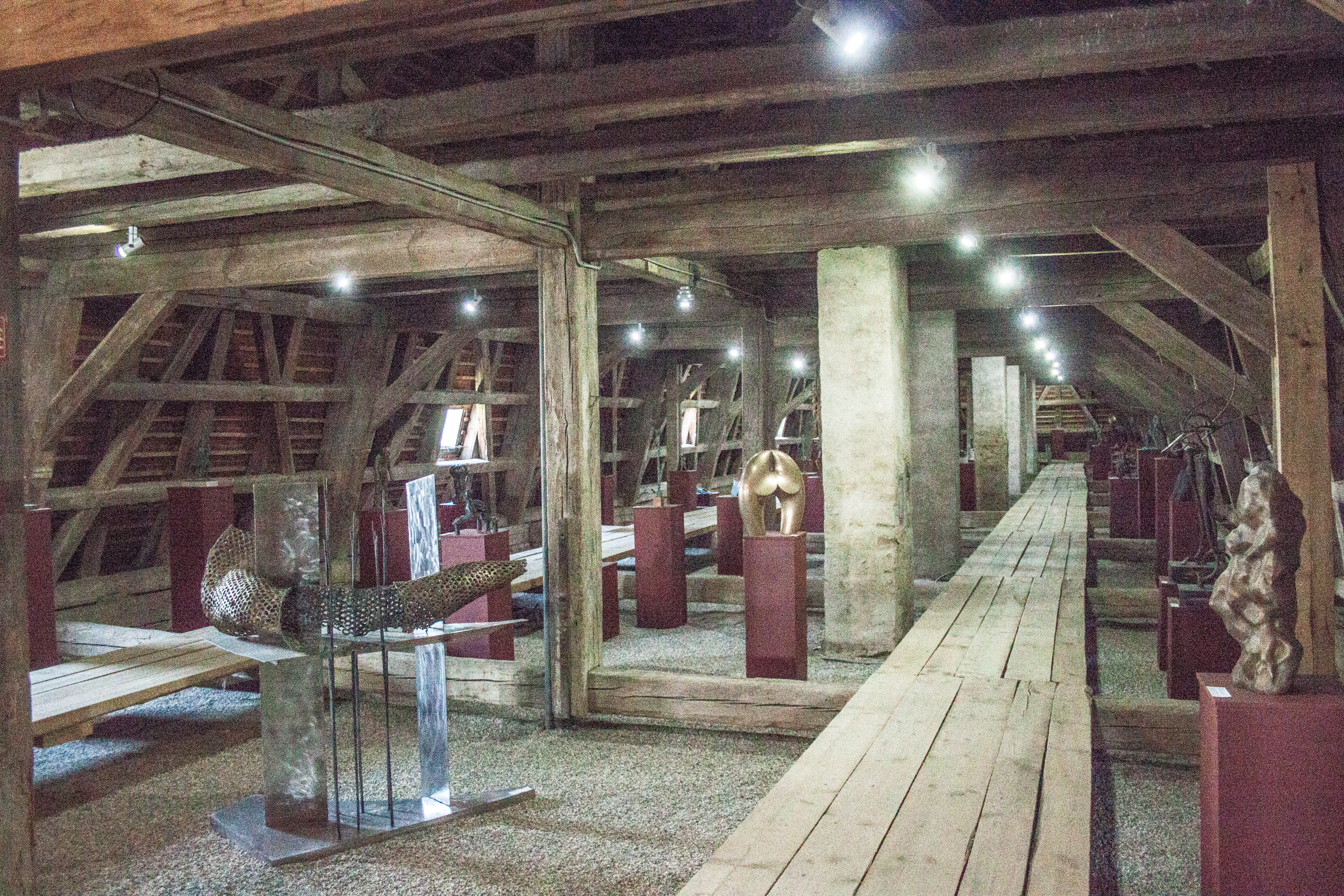
Modern képzőművészeti kiállítás a padlástérben